# Giuseppe Zamboni

Zamboni-Pendel

Giuseppe Zamboni (* 1. Juni 1776 in Verona; † 25. Juli 1846 ebenda) war ein katholischer Priester und Physiker.
Giuseppe Zamboni erfand unter anderem im Jahre 1812 die Zambonisäule, eine Hochspannungs-Trockenbatterie mit bis zu 4000 galvanischen Zellen, und im Jahre 1820 das Zamboni-Pendel, ein elektrostatisches Pendel, das von dieser Batterie angetrieben wurde. Da dieses Pendel viele Jahrzehnte lang scheinbar ohne elektrischen Stromverbrauch lief, wurde es von einigen Personen fälschlicherweise als Perpetuum mobile gedeutet. Der zum Betrieb erforderliche elektrische Strom ist in der Tat im Mittel sehr gering und fließt stoßweise durch Ladungstransport des pendelnden Körpers.
Das Zamboni-Pendel ist ein beliebtes Experiment im Physik-Unterricht und wird hier meist mit einer Influenzmaschine oder einem Bandgenerator gespeist. Es beruht auf der Abstoßung gleichnamiger Ladungen und der Anziehung verschiedener Ladungen: Immer, wenn der die Ladung transportierende Pendelkörper den einen Pol der Hochspannungsquelle berührt, lädt er sich dort um und ist anschließend gleichnamig geladen und wird sofort abgestoßen. Der andere Pol zieht ihn hingegen nun an, bis er jenen berührt und seinerseits abstößt.
Derartige Pendel können auch aus an Fäden hängenden Metallkugeln hergestellt werden.
Zamboni wurde 1817 zum korrespondierenden Mitglied der Bayerischen Akademie der Wissenschaften ernannt.